# Championnats du monde de triathlon 1993
Les Championnats du monde de triathlon 1993 présentent les résultats des championnats mondiaux de Triathlon en 1993 organisés par la fédération internationale de triathlon.
Ces 5e championnats se sont déroulés à Manchester au Royaume-Uni du 21 au 22 août 1993.

## Résultats

### Élite

#### Hommes
| Rang   | Athlète              | Nationalité      | Natation    | Vélo            | Course à pied | Temps           |
| ------ | -------------------- | ---------------- | ----------- | --------------- | ------------- | --------------- |
| Or     | Spencer Smith        | Royaume-Uni      | 18 min 04 s | 44 min 43 s     | 48 min 33 s   | 1 h 51 min 20 s |
| Argent | Simon Lessing        | Royaume-Uni      | 18 min 05 s | 50 min 49 s     | 44 min 08 s   | 1 h 53 min 02 s |
| Bronze | Hamish Carter        | Nouvelle-Zélande | 18 min 13 s | 44 min 54 s     | 50 min 22 s   | 1 h 53 min 29 s |
| 4      | Brad Beven           | Australie        | 18 min 13 s | 46 min 11 s     | 49 min 31 s   | 1 h 53 min 55 s |
| 5      | Ben Bright           | Nouvelle-Zélande | 18 min 12 s | 53 min 21 s     | 42 min 47 s   | 1 h 54 min 20 s |
| 6      | Rainer Müller-Hörner | Allemagne        | 18 min 08 s | 1 h 03 min 26 s | 33 min 15 s   | 1 h 54 min 49 s |
| 7      | Ralf Eggert          | Allemagne        | 18 min 13 s | 1 h 02 min 17 s | 34 min 24 s   | 1 h 54 min 54 s |
| 8      | Miles Stewart        | Australie        | 18 min 13 s | 1 h 03 min 21 s | 33 min 38 s   | 1 h 55 min 13 s |
| 9      | Philippe Fattori     | France           | 18 min 59 s | 1 h 04 min 45 s | 31 min 34 s   | 1 h 55 min 18 s |
| 10     | Rémy Rampteau        | France           | 19 min 04 s | 1 h 04 min 37 s | 31 min 43 s   | 1 h 55 min 25 s |
| 11     | Mark Bates           | Canada           | 18 min 45 s | 1 h 05 min 03 s | 31 min 42 s   | 1 h 55 min 30 s |
| 12     | Jeff Devlin          | États-Unis       | 19 min 57 s | 1 h 02 min 51 s | 32 min 40 s   | 1 h 55 min 31 s |
| 13     | Tomáš Kočař          | Tchéquie         | 18 min 14 s | 1 h 04 min 26 s | 32 min 59 s   | 1 h 55 min 39 s |
| 14     | Andrew MacMartin     | Canada           | 18 min 59 s | 1 h 04 min 45 s | 32 min 02 s   | 1 h 55 min 46 s |
| 15     | Christoph Mauch      | Suisse           | 19 min 53 s | 1 h 02 min 46 s | 33 min 09 s   | 1 h 55 min 48 s |
| 16     | Nick Radkewich       | États-Unis       | 18 min 45 s | 1 h 03 min 51 s | 33 min 23 s   | 1 h 55 min 59 s |
| 17     | Marianne Braun       | États-Unis       | ?           | ?               | ?             | 1 h 55 min 59 s |
| 18     | Mathew Belfield      | Royaume-Uni      | 18 min 22 s | 1 h 03 min 21 s | 34 min 23 s   | 1 h 56 min 07 s |
| 19     | Wesley Hobson        | États-Unis       | 18 min 14 s | 1 h 04 min 18 s | 33 min 37 s   | 1 h 56 min 07 s |
| 20     | Luc Van Lierde       | Belgique         | 18 min 23 s | 1 h 05 min 23 s | 32 min 24 s   | 1 h 56 min 11 s |
| 21     | Richard Hobson       | Royaume-Uni      | 18 min 44 s | 1 h 00 min 58 s | 36 min 38 s   | 1 h 56 min 21 s |
| 22     | Leandro Macedo       | Brésil           | 18 min 13 s | 1 h 07 min 05 s | 31 min 09 s   | 1 h 56 min 27 s |
| 23     | Greg Welch           | Australie        | 18 min 12 s | 1 h 05 min 52 s | 32 min 24 s   | 1 h 56 min 28 s |
| 24     | Brad Kearns          | États-Unis       | 19 min 05 s | 1 h 04 min 36 s | 32 min 49 s   | 1 h 56 min 30 s |
| 25     | Sylvain Dafflon      | France           | 18 min 07 s | 1 h 05 min 38 s | 32 min 47 s   | 1 h 56 min 33 s |
| 26     | Didier Volckaert     | Belgique         | 18 min 48 s | 1 h 03 min 41 s | 34 min 07 s   | 1 h 56 min 36 s |
| 27     | Dennis Looze         | Pays-Bas         | 18 min 07 s | 1 h 05 min 35 s | 33 min 02 s   | 1 h 56 min 46 s |
| 28     | Greg Fraiss          | Nouvelle-Zélande | 19 min 54 s | 1 h 02 min 46 s | 34 min 12 s   | 1 h 56 min 53 s |
| 29     | Holger Lorenz        | Allemagne        | 19 min 26 s | 1 h 03 min 27 s | 34 min 02 s   | 1 h 56 min 56 s |
| 30     | Peter Sandvang       | Danemark         | 19 min 04 s | 1 h 02 min 24 s | 35 min 35 s   | 1 h 57 min 03 s |

#### Femmes
| Rang   | Athlète                    | Nationalité      | Natation    | Vélo            | Course à pied | Temps           |
| ------ | -------------------------- | ---------------- | ----------- | --------------- | ------------- | --------------- |
| Or     | Michellie Jones            | Australie        | 19 min 53 s | 59 min 12 s     | 48 min 36 s   | 2 h 07 min 41 s |
| Argent | Karen Smyers               | États-Unis       | 19 min 56 s | 1 h 03 min 54 s | 43 min 53 s   | 2 h 07 min 43 s |
| Bronze | Joanne Ritchie             | Canada           | 19 min 45 s | 1 h 02 min 54 s | 46 min 07 s   | 2 h 08 min 46 s |
| 4      | Sonja Krolik               | Allemagne        | 20 min 53 s | 1 h 11 min 28 s | 36 min 59 s   | 2 h 09 min 21 s |
| 5      | Suzanne Nielsen            | Danemark         | 20 min 12 s | 1 h 10 min 25 s | 38 min 47 s   | 2 h 09 min 26 s |
| 6      | Anette Petersen            | Danemark         | 19 min 55 s | 1 h 06 min 00 s | 43 min 39 s   | 2 h 09 min 34 s |
| 7      | Sabine Westhoff            | Allemagne        | 19 min 56 s | 1 h 07 min 46 s | 42 min 40 s   | 2 h 10 min 22 s |
| 8      | Jenny Rose                 | Nouvelle-Zélande | 20 min 18 s | 1 h 11 min 45 s | 38 min 25 s   | 2 h 10 min 28 s |
| 9      | Ute Schäfer                | Allemagne        | 22 min 37 s | 1 h 05 min 40 s | 42 min 39 s   | 2 h 10 min 56 s |
| 10     | Bianca van Woesik          | Australie        | 21 min 03 s | 1 h 12 min 17 s | 37 min 44 s   | 2 h 11 min 03 s |
| 11     | Sue Turner                 | Australie        | 22 min 21 s | 1 h 18 min 42 s | 30 min 04 s   | 2 h 11 min 09 s |
| 12     | Jeannine de Ruysscher      | Belgique         | 21 min 02 s | 1 h 11 min 10 s | 39 min 06 s   | 2 h 11 min 18 s |
| 13     | Isabelle Mouthon-Michellys | France           | 19 min 54 s | 1 h 12 min 57 s | 38 min 30 s   | 2 h 11 min 20 s |
| 14     | Jackie Gallagher           | Australie        | 22 min 12 s | 1 h 13 min 04 s | 36 min 13 s   | 2 h 11 min 29 s |
| 15     | Brigitte Scheithauer       | Allemagne        | 19 min 57 s | 1 h 09 min 38 s | 42 min 03 s   | 2 h 11 min 38 s |
| 16     | Lydie Reuze                | France           | 19 min 50 s | 1 h 12 min 22 s | 39 min 43 s   | 2 h 11 min 55 s |
| 17     | Joy Hansen                 | États-Unis       | 21 min 11 s | 1 h 14 min 55 s | 35 min 51 s   | 2 h 11 min 57 s |
| 18     | Terri Smith-Ross           | Canada           | 20 min 22 s | 1 h 13 min 03 s | 38 min 45 s   | 2 h 12 min 10 s |
| 19     | Simone Mortier             | Allemagne        | 21 min 04 s | 1 h 12 min 13 s | 38 min 58 s   | 2 h 12 min 14 s |
| 20     | Hannele Steyn              | Afrique du Sud   | 22 min 12 s | 1 h 12 min 25 s | 37 min 48 s   | 2 h 12 min 25 s |
| 21     | Jill Westenra              | Nouvelle-Zélande | 21 min 42 s | 1 h 11 min 47 s | ?             | 2 h 12 min 38 s |
| 22     | Irma Heeren                | Pays-Bas         | 23 min 29 s | 1 h 12 min 43 s | 36 min 37 s   | 2 h 12 min 49 s |
| 23     | Alison Hamilton            | Irlande          | 22 min 15 s | 1 h 12 min 29 s | 38 min 14 s   | 2 h 12 min 58 s |
| 24     | Heather Fuhr               | Canada           | 22 min 05 s | 1 h 15 min 11 s | 35 min 45 s   | 2 h 13 min 01 s |
| 25     | Francisca Rüssli           | Suisse           | 21 min 23 s | 1 h 10 min 59 s | 40 min 46 s   | 2 h 13 min 09 s |
| 26     | Terry Martin               | États-Unis       | 21 min 49 s | 1 h 13 min 03 s | 38 min 23 s   | 2 h 13 min 14 s |
| 27     | Jacqueline Sommer          | Suisse           | 20 min 53 s | 1 h 13 min 17 s | 39 min 08 s   | 2 h 13 min 19 s |
| 28     | Béatrice Mouthon           | France           | 20 min 30 s | 1 h 13 min 20 s | 39 min 30 s   | 2 h 13 min 20 s |
| 29     | Fiddy Van Pittius          | Afrique du Sud   | 21 min 30 s | 1 h 12 min 18 s | 39 min 33 s   | 2 h 13 min 21 s |
| 30     | Janet Hatfield             | États-Unis       | 20 min 45 s | 1 h 15 min 37 s | 37 min 37 s   | 2 h 13 min 59 s |

### Junior

#### Hommes
| Rang   | Athlète           | Nationalité | Natation | Vélo | Course à pied | Temps |
| ------ | ----------------- | ----------- | -------- | ---- | ------------- | ----- |
| Or     | Oliver Hufschmid  | Suisse      |          |      |               |       |
| Argent | Ryan Bolton       | États-Unis  |          |      |               |       |
| Bronze | Alexandre Manzan  | Brésil      |          |      |               |       |
| 4      | Chris McCormack   | Australie   |          |      |               |       |
| 5      | Normann Stadler   | Allemagne   |          |      |               |       |
| 6      | Mark Allen        | États-Unis  |          |      |               |       |
| 7      | Joachim Franzmann | Allemagne   |          |      |               |       |
| 8      | Abe Rogers        | États-Unis  |          |      |               |       |
| 9      | Olivier Marceau   | Suisse      |          |      |               |       |
| 10     | Andres Johns      | Australie   |          |      |               |       |

#### Femmes
| Rang   | Athlète            | Nationalité      | Natation | Vélo | Course à pied | Temps |
| ------ | ------------------ | ---------------- | -------- | ---- | ------------- | ----- |
| Or     | Sarah Harrow       | Nouvelle-Zélande |          |      |               |       |
| Argent | Natalya Orchard    | Australie        |          |      |               |       |
| Bronze | Marie Overbye      | Danemark         |          |      |               |       |
| 4      | Heidi Alexander    | Nouvelle-Zélande |          |      |               |       |
| 5      | Kristie Otto       | Canada           |          |      |               |       |
| 6      | Natasja Hilgeholt  | Nouvelle-Zélande |          |      |               |       |
| 7      | Sabine Stelter     | Allemagne        |          |      |               |       |
| 8      | Sandrine Broussley | France           |          |      |               |       |
| 9      | Jody Radkewich     | États-Unis       |          |      |               |       |
| 10     | Helena Edmonston   | Australie        |          |      |               |       |

## Tableau des médailles
| Rang  | Nation           | Or | Argent | Bronze | Total |
| ----- | ---------------- | -- | ------ | ------ | ----- |
| 1     | Australie        | 1  | 1      | 0      | 2     |
| -     | Royaume-Uni      | 1  | 1      | 0      | 2     |
| 3     | Nouvelle-Zélande | 1  | 0      | 1      | 2     |
| 4     | Suisse           | 1  | 0      | 0      | 1     |
| 5     | États-Unis       | 0  | 2      | 0      | 2     |
| 6     | Brésil           | 0  | 0      | 1      | 1     |
| -     | Canada           | 0  | 0      | 1      | 1     |
| -     | Danemark         | 0  | 0      | 1      | 1     |
| Total | Total            | 4  | 4      | 4      | 12    |